# Battle of the Year
Battle of the Year （バトル オブ ザ イヤー）は1990年から毎年行われているブレイクダンスの世界大会である。通称BOTY（ボティー）。

## 概要
ブレイクダンスの世界大会として有名であるが、近年では招待としてロックダンスやポップダンス、さらにヒューマンビートボックス、ラップなどのショーも行われており、まさに世界のヒップホップの祭典と呼ぶにふさわしいイベントである。参加国も年々増えており、その規模は回を重ねるごとに拡大している。
大会の主催はBackspin。
2022年大会は、史上初のアジア開催として、日本の沖縄アリーナで開催された。2023年は2年連続の日本・インテックス大阪で開催された。

## 大会システム

### 本戦
各地区で行われる予選と区別して、本戦のことをInternational Battle of the Year、またはBattle of the Year Finalと呼ぶ。後述する各地区での予選で優勝したチーム+前年の優勝チームが参加資格を有する。2002年以降、チームの人数は10人までに制限されている。
大会は「Show side」と「Battle side」に分かれており(第1回大会はShow sideのみ)、Show sideの上位チームがBattle sideへ進む。ジャッジは5人おり、各チームのショーを見てそれぞれが個別に順位をつける。全てのチームのショーが終わった段階で、チーム毎に各ジャッジのつけた点数を足していき、合計点数の低い方が上位となる（理論上の最高点は5人全員が1位とした場合の5点である）。それぞれのジャッジがつけた順位は匿名で公表される。
Battle side'は、2005年まではShow sideの1位と2位のチームで優勝決定戦、3位と4位のチームで3位決定戦を行っていたが、2006年からは上位4チームによるトーナメント方式に変更となった。
なお、一番素晴らしいShowを披露したチームには「Best Show」という賞が与えられる。この賞はBattle sideの結果と共に決定されるため、Show sideの1位のチーム＝Best showとは限らない。以前には個人賞もあったが、現在は廃止されている。

### 予選
大会は国単位で行われるのが基本であるが、地域ごとに行われる場合もある。予選が行われる時期は特に定められておらず、それぞれの国や地域ごとに異なる。
大会への参加資格は特になく、誰でも挑戦可能である。必ずしも自国の予選に参加する必要はなく、どこの地域の予選にもエントリー可能である（ただしその年にエントリーできるのは一回だけ）。チームのメンバーが全員同じ国籍である必要はなく、多国籍チームも珍しいことではない。1999年にBest Showを獲得したSpartanic Rockersは、日本人とスイス人の混合チームである。
大会のルールはほぼ本戦に準ずる。

#### 日本予選
1998年、1999年に招待枠で出場した日本のSpartanic Rockersが、2年連続でBest Showを獲得したことで日本のダンサーの実力が世界に認知され、2000年から日本予選「Battle of the year Japan」が始まった。2000年と2005年のみ、Battle sideを優勝決定戦と3位決定戦という形式で行ったが、それ以外の年は全てShow side上位6チームによるトーナメント方式である。日本予選の主催や本戦での日本代表のバックアップは、ADHIPが担当している。現在は先着順で20チームのみ参加できる。それ以降のエントリーはキャンセル待ちとなる。

#### アジア予選
Battle of the year Finalに参加するアジア諸国の増加に伴い、2007年～2009年は二次予選としてBattle of the year Asiaが開催されている。アジア予選では東アジア、東南アジアの各国予選を勝ち抜いてきたチームが集い、上位3チームが本戦への出場権を得ることができる。また、本戦と同じようにベストショーも決定する。開催国は毎年変わっていて、2007年は韓国、2008年はタイ、2009年はシンガポールで開催された。なお2010年以降は制度が変わり再び国別の予選へと戻った。

## 特徴
他のブレイクダンスのイベントとの相違点は、規模が大きく有名である、バトルだけでなくショーでも順位をきめる、どちらかというとお祭りに近くバトルイベントのようなチーム間の緊迫感はない、といったことが挙げられる。イベント開催時には、前夜祭、後夜祭が行われ、あらゆる場所でサークルができ、イベントに参加する人もしない人も自由気ままに踊る。国籍、ダンスのジャンル、上手いか下手かなど関係なく、老若男女が純粋に踊りを楽しむ。そこでは言葉が通じない世界中のダンサーと踊りを通じてコミュニケーションをとることができ、その瞬間はまさにダンサーにとっての最高の喜びであるといえるであろう。
逆に、そうしたフレンドリーな大会の雰囲気から、大会に出場しないB-boy B-girlもいる。またメンバーの予定が合わずショーの練習時間が十分にとれない、仕事でドイツに行けないなどの現実的な理由からエントリーを見送らざるを得ない人も多い。なお、日本予選は本戦のお祭りの雰囲気とは違い、非常に緊迫感のある雰囲気の中で行われることで知られる。日本予選、本戦ともに大会の詳細はADHIPが発行しているフリーペーパー「DANCE DELIGHT MAGAZINE」で知ることができる。
2003年以降は本戦の内容を収めたDVDがBACKSPINから発売されており、このDVDにはサブイベントの模様なども収められている。2002年までのイベントを収めたVHSも存在するものの、現在日本国内での入手は困難である。また毎年公式サウンドトラックも発売されている。BOTY JAPANの模様を収めたDVDもADHIPより発売されているが、日本における著作権に関する法律により別のトラックが被せられている。

## 大会中の出来事
2004年には、新たに参加することになったイスラエル代表に対し、一部のオーディエンスからブーイングが起こるという事態が起こった。根底にあるのは中東情勢に関する国家間や人種の問題である。MCであるTrixが「ヒップホップの存在する意味は世界の人々が平和になるためのものではないのか？、そこに国同士の問題や人種の問題を持ち込むな！！」といった趣旨の発言をしてその場を収め、イベント自体は問題なく進行した。ブレイクダンスが様々な地域で行われており、またBOTYに世界中から観客が訪れているからこその出来事であるといえる。
同じく2004年、BOTYの名物DJであったDJ LEACY（以下、レイシー）が大会前に事故で亡くなるという事件があった。イベントではレイシーの追悼セレモニーが開かれ、偉大なDJの死を惜しんだ。またこの年のShow sideのトリをつとめた前年度の優勝チームPockémon（仏）のメンバーが、ショーの後にレイシーへの追悼メッセージを掲げた。
一時期アメリカチームが出場しなくなったことがあったが2005年より再び復帰した。
2005年、Last For One(韓国)が一撃(日本)を決勝戦で下し勝利した際、「独島(竹島)は韓国の領土！」と発言した。政治的な問題をはらむ領土問題について発言し、さらにキャプションを付けて映画へ収録したことが問題視された(プラネット_B-BOY 参照)。この発言は前述の通り、ヒップホップの精神を踏みにじるものである。
近年の決勝バトルでは、勝敗を有利に進めようとルーティーンを多用するチームが増えている。ジャッジのスコアシステムの弊害であるが、バトルにもかかわらずあらかじめ決められた動きをするため議論をよんでいる。2015年と2016年、日本チームはバトルのほぼ全てをルーティーンで戦って優勝したが、2017年はあえてルーティーンを全く使わずに優勝した。

## 歴代のチャンピオンとベスト・ショー
| 年   | 優勝                           | 準優勝                         | ベスト・ショー                 |
| ---- | ------------------------------ | ------------------------------ | ------------------------------ |
| 2024 | 諸事情で中止                   | 諸事情で中止                   | 諸事情で中止                   |
| 2023 | Predatorz                      | Flow XL                        | Found Nation                   |
| 2022 | The Ruggeds                    | The Floorriorz                 | The Ruggeds                    |
| 2021 | Jinjo crew                     | The Ruggeds                    | Jinjo crew                     |
| 2020 | 新型コロナウイルスの影響で中止 | 新型コロナウイルスの影響で中止 | 新型コロナウイルスの影響で中止 |
| 2019 | Last Squad                     | Artistreet                     | Artistreet                     |
| 2018 | Jinjo                          | Foundnation                    | Jinjo                          |
| 2017 | The Floorriorz                 | Vagabonds                      | The Floorriorz                 |
| 2016 | The Floorriorz                 | Melting Force                  | Melting Force                  |
| 2015 | The Floorriorz                 | Kienjuice                      | Doble K.O Team                 |
| 2014 | Predatorz                      | Fusion MC                      | Fusion MC                      |
| 2013 | Fusion MC                      | The Ruggeds                    | The Floorriorz                 |
| 2012 | Vagabonds                      | The Floorriorz                 | Vagabonds                      |
| 2011 | Vagabonds                      | Battle Born                    | Vagabonds                      |
| 2010 | Jinjo Crew                     | MORTAL COMBAT                  | MORTAL COMBAT                  |
| 2009 | Gamblerz                       | Top 9                          | All Area Crew                  |
| 2008 | Top 9                          | T.I.P.                         | Top 9                          |
| 2007 | Extreme Crew                   | Turn Phrase Crew               | Turn Phrase Crew               |
| 2006 | Vagabonds                      | Last For One                   | Vagabonds                      |
| 2005 | Last For One                   | 一撃                           | 一撃                           |
| 2004 | Gamblerz                       | Fantastik Armada               | Break the Funk                 |
| 2003 | Pockémon                       | Expression                     | Fire Works                     |
| 2002 | Expression                     | Vagabonds                      | Vagabonds                      |
| 2001 | Wanted                         | チームOHH                      | Visual Shock                   |
| 2000 | Flying Steps                   | 早稲田ブレイカーズ             | 早稲田ブレイカーズ             |
| 1999 | Suicidal Lifestyle             | Rock Force Crew                | / Spartanic Rockers            |
| 1998 | Rock Force Crew                | The Family                     | Spartanic Japan                |
| 1997 | Style Elements                 | South Side Rockers             | South Side Rockers             |
| 1996 | Toys In Effect                 | Enemy Squad                    | Not Awarded                    |
| 1995 | / The Family                   | Enemy Squad                    | Not Awarded                    |
| 1994 | Vlinke Vuesse                  | Enemy Squad                    | Not Awarded                    |
| 1993 | Always Rockin' Tuff            | Fresh Force                    | Not Awarded                    |
| 1992 | Battle Squad                   | Rock Steady Family             | Not Awarded                    |
| 1991 | Battle Squad                   | TDB                            | Not Awarded                    |
| 1990 | / TDB                          | Crazy Force Crew               | Not Awarded                    |

## 過去の日本代表と成績
| 年   | チーム                         | 結果                           | 備考                                          |
| ---- | ------------------------------ | ------------------------------ | --------------------------------------------- |
| 2023 | Found Nation                   | ベスト4、Best Show             | 2度目の出場                                   |
| 2023 | Mortal Combat                  |                                | 6度目の出場、招待枠出場                       |
| 2022 | The Floorriorz                 | 準優勝                         | 7度目の出場、招待枠出場                       |
| 2022 | MORTAL COMBAT                  | ベスト4                        | 5度目の出場                                   |
| 2021 | The Floorriorz                 | ベスト4                        | 6度目の出場、招待枠出場                       |
| 2020 | 新型コロナウイルスの影響で中止 | 新型コロナウイルスの影響で中止 | 新型コロナウイルスの影響で中止                |
| 2019 | Body Carnival                  | ベスト4                        | 3度目の出場                                   |
| 2018 | Foundnation                    | 準優勝                         |                                               |
| 2017 | The Floorriorz                 | 優勝、Best Show                | 5度目の出場、招待枠出場 史上初の三連覇        |
| 2017 | MORTAL COMBAT                  | ベスト4                        | 4度目の出場                                   |
| 2016 | The Floorriorz                 | 優勝                           | 4度目の出場、招待枠出場 史上3チーム目の二連覇 |
| 2016 | Body Carnival                  | ベスト4                        | 2度目の出場                                   |
| 2015 | The Floorriorz                 | 優勝                           | 3度目の出場、日本初となる優勝                 |
| 2014 | Body Carnival                  | ベスト4                        |                                               |
| 2013 | The Floorriorz                 | ベスト4、Best Show             | 2度目の出場                                   |
| 2012 | The Floorriorz                 | 準優勝                         |                                               |
| 2011 | Nine States B-Boyz             | ベスト4                        |                                               |
| 2010 | MORTAL COMBAT                  | 準優勝、Best Show              | 3度目の出場                                   |
| 2009 | All Area                       | Best Show                      |                                               |
| 2008 | 廻転忍者                       |                                |                                               |
| 2007 | Turn Phrase Crew               | 準優勝、Best Show              | 本戦のBattle Sideで日本初となる勝利           |
| 2006 | MORTAL COMBAT                  |                                | 2度目の出場                                   |
| 2005 | 一撃                           | 準優勝、Best Show              | 2度目の出場                                   |
| 2004 | MORTAL COMBAT                  |                                |                                               |
| 2003 | Fire Works                     | 4位、Best Show                 |                                               |
| 2002 | 一撃                           |                                |                                               |
| 2001 | チームOHH                      | 準優勝                         |                                               |
| 2000 | 早稲田ブレイカーズ             | 準優勝、Best Show              |                                               |
| 1999 | Spartanic Rockers              | Best Show                      | 招待枠出場、スイスと日本の混合チーム          |
| 1998 | Spartanic Japan                | Best Show                      | 招待枠出場                                    |

## DVD

### 日本予選
- BATTLE OF THE YEAR 2012 JAPAN
- BATTLE OF THE YEAR 2011 JAPAN
- BATTLE OF THE YEAR 2010 JAPAN
- BATTLE OF THE YEAR 2009 JAPAN -10th Anniversary-
- BATTLE OF THE YEAR 2008 JAPAN
- BATTLE OF THE YEAR 2007 JAPAN
- BATTLE OF THE YEAR 2006 JAPAN
- BATTLE OF THE YEAR 2005 JAPAN
- ストリートダンスDVDシリーズ BATTLE OF THE YEAR 2000/2001/2002 JAPAN